# Iowa County (Iowa)
Das Iowa County ist ein County im US-Bundesstaat Iowa. Bei der Volkszählung im Jahr 2020 hatte das County 16.662 Einwohner und eine Bevölkerungsdichte von 11 Einwohnern pro Quadratkilometer. Der Verwaltungssitz (County Seat) ist Marengo.

## Geographie
Das County liegt im mittleren Osten von Iowa und wird vom Iowa River durchflossen. Es hat eine Fläche von 1.521 Quadratkilometern, wovon zwei Quadratkilometer Wasserfläche sind. An das Iowa County grenzen folgende Countys:
| Tama County      | Benton County | Linn County       |
| Poweshiek County |               | Johnson County    |
|                  | Keokuk County | Washington County |

## Geschichte
Das Iowa County wurde am 17. Februar 1843 aus ehemaligen Teilen des Washington County auf dem Gebiet des damaligen Wisconsin-Territoriums gebildet. Benannt wurde es nach den Iowa River, der durch das County fließt.

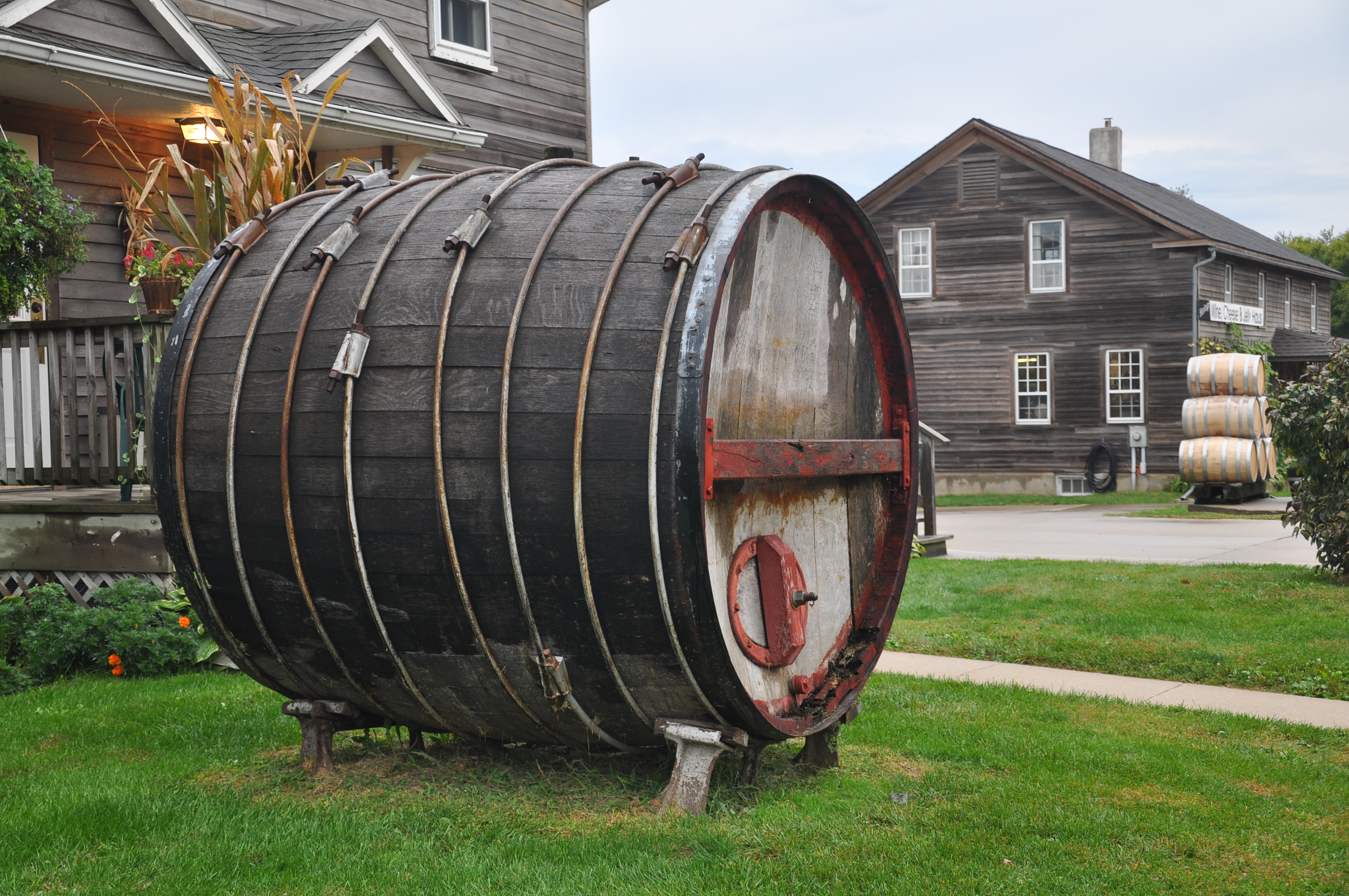
Haus eines Winzers in den Amana Colonies

Im Iowa County liegt eine National Historic Landmark, die Amana Colonies. 10 weitere Bauwerke und Stätten des Countys sind im National Register of Historic Places eingetragen.

## Demografische Daten
Nach der Volkszählung im Jahr 2010 lebten im Iowa County 16.355 Menschen in 6.391 Haushalten. Die Bevölkerungsdichte betrug 10,8 Einwohner pro Quadratkilometer.
Ethnisch betrachtet setzte sich die Bevölkerung zusammen aus 97,8 Prozent Weißen, 0,3 Prozent Afroamerikanern, 0,2 Prozent amerikanischen Ureinwohnern, 0,3 Prozent Asiaten sowie aus anderen ethnischen Gruppen; 0,8 Prozent stammten von zwei oder mehr Ethnien ab. Unabhängig von der ethnischen Zugehörigkeit waren 1,9 Prozent der Bevölkerung spanischer oder lateinamerikanischer Abstammung.
In den 6.391 Haushalten lebten statistisch je 2,41 Personen.
24,6 Prozent der Bevölkerung waren unter 18 Jahre alt, 58,2 Prozent waren zwischen 18 und 64 und 17,2 Prozent waren 65 Jahre oder älter. 50,7 Prozent der Bevölkerung war weiblich.
Das jährliche Durchschnittseinkommen eines Haushalts lag bei 52.079 USD. Das Prokopfeinkommen betrug 26.491 USD. 7,6 Prozent der Einwohner lebten unterhalb der Armutsgrenze.

## Orte im Iowa County
Citys
| - Ladora - Marengo - Millersburg - North English1 | - Parnell - Victor2 - Williamsburg |

Unincorporated Communitys
| - Amana - Carnforth - Conroy - East Amana - Genoa Bluff | - High - High Amana - Holbrook - Homestead - Middle | - Middle Amana - South Amana - West Amana - White Pigeon |

1 – teilweise im Keokuk County

2 – teilweise im Poweshiek County

## Gliederung
Das Iowa County ist in 16 Townships eingeteilt:
| - Dayton Township - English Township - Fillmore Township - Greene Township | - Hartford Township - Hilton Township - Honey Creek Township - Iowa Township | - Lenox Township - Lincoln Township - Marengo Township - Pilot Township | - Sumner Township - Troy Township - Washington Township - York Township |